# VWA2
VWA2‏ (Von Willebrand factor A domain containing 2) هوَ بروتين يُشَفر بواسطة جين VWA2 في الإنسان.